# Kuigaliai

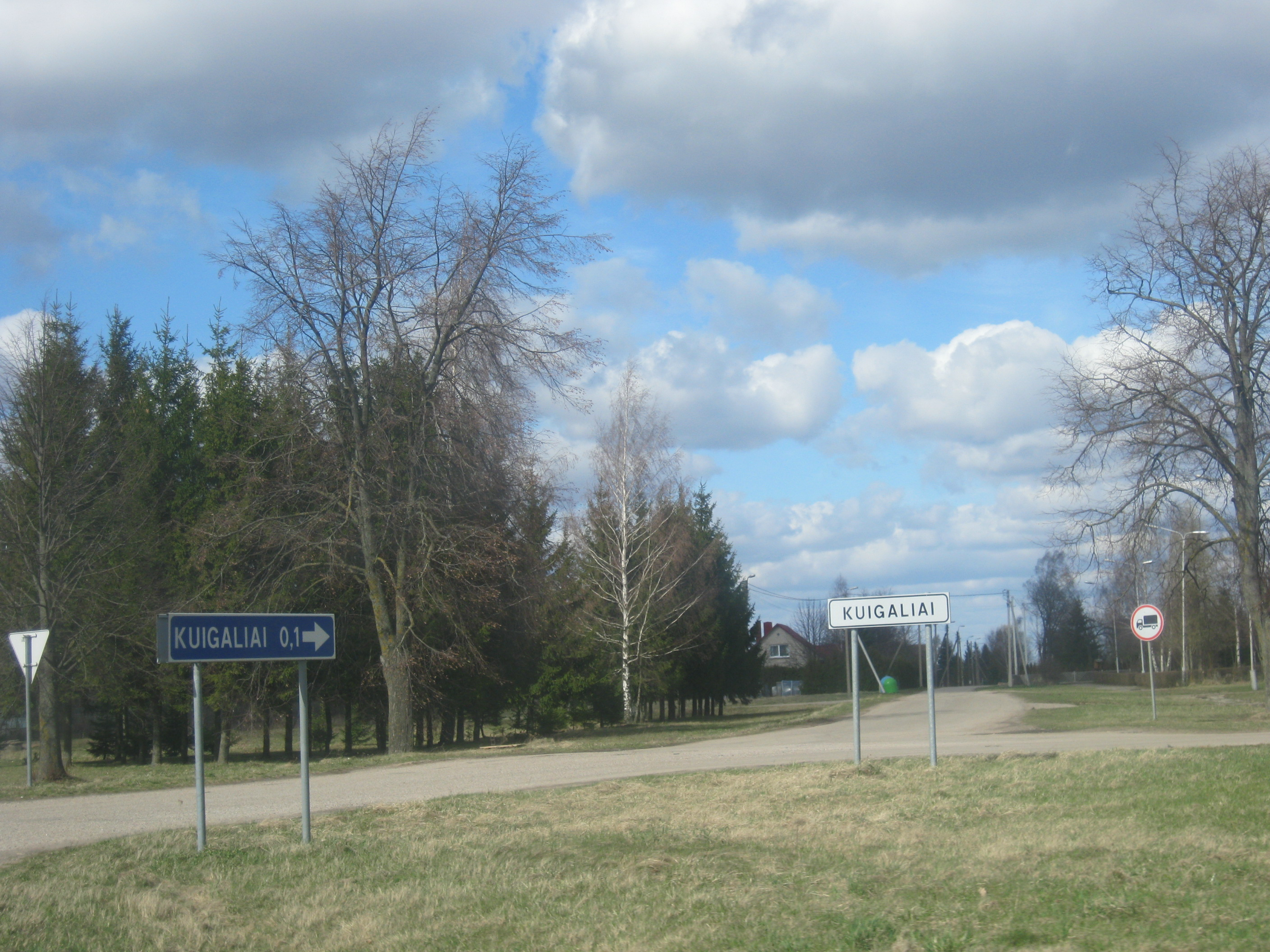
Einfahrt

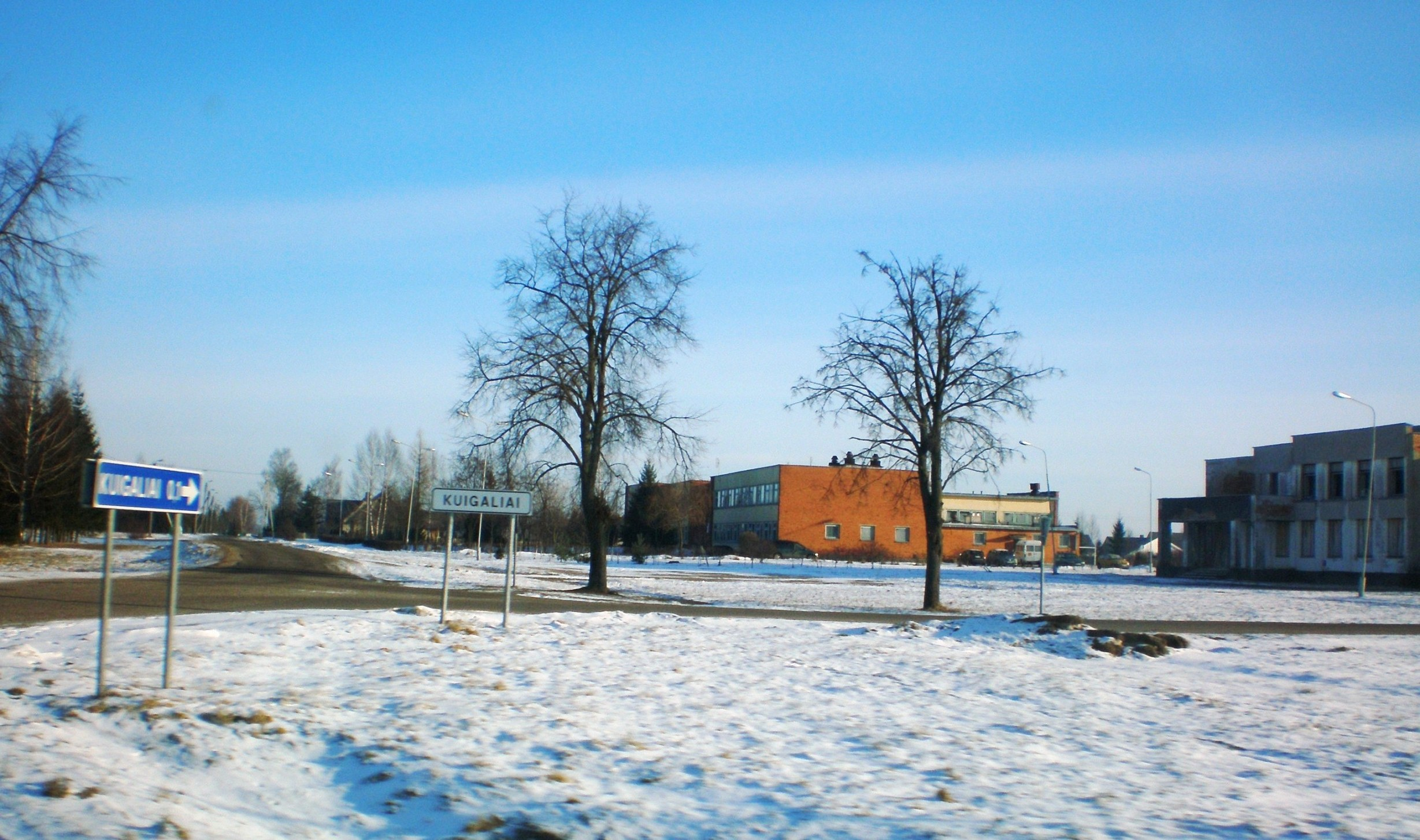
Gebäude im Dorf

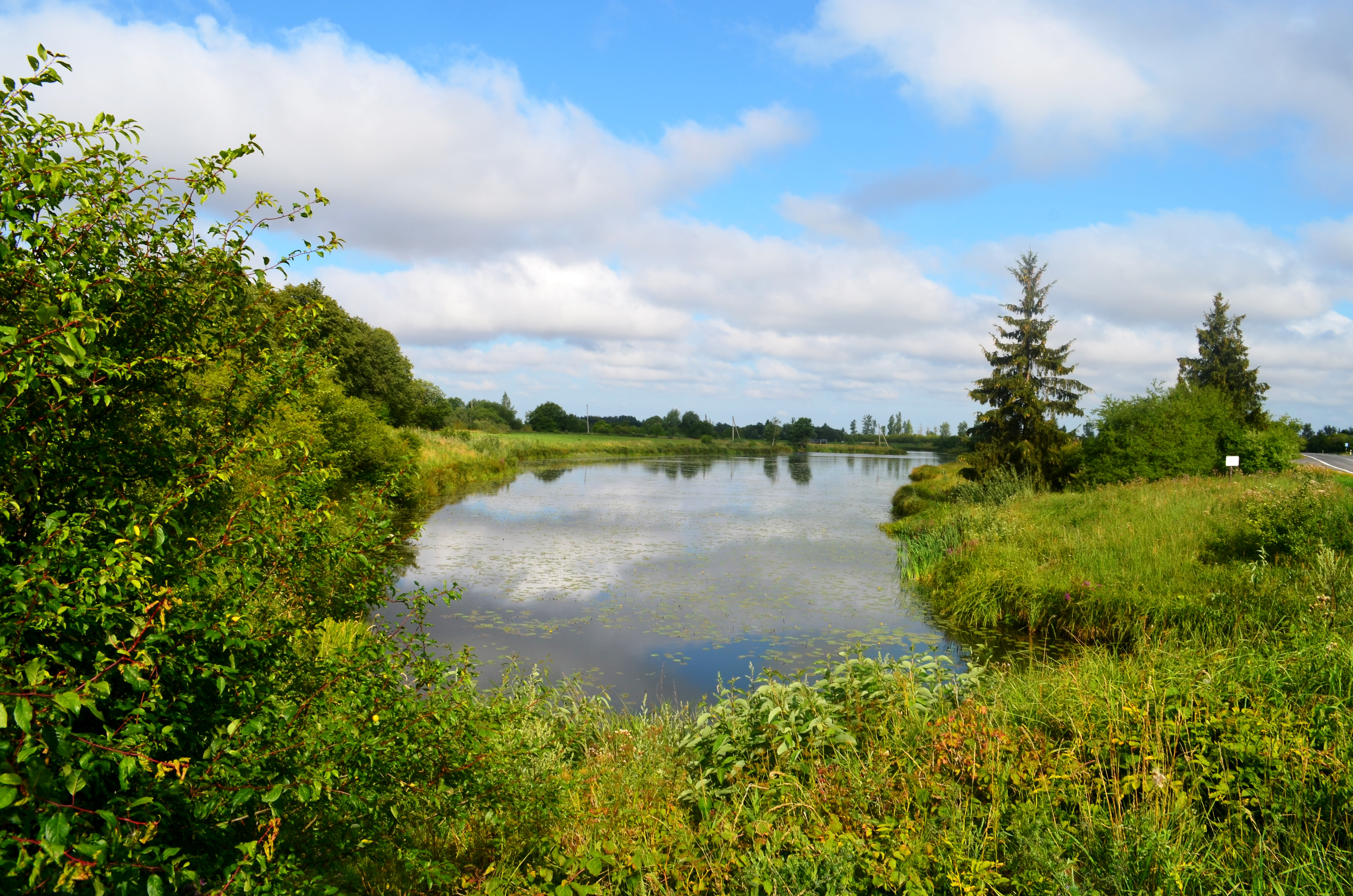
Stausee von Kuigaliai

Kuigaliai ist ein Dorf mit 409 Einwohnern (2011) in Litauen. Es liegt im Amtsbezirk Žeimiai, in der Rajongemeinde Jonava, an der Fernstraße KK144 (Jonava–Kėdainiai–Šeduva), 20 km nordwestlich von Jonava, 8 km westlich von Žeimiai. Durch das Dorf fließt die  Barupė (Nebenfluss des Nevėžis). Es ist das Zentrum des Unteramtsbezirks. Es gibt ein Postamt (LT-55060), den Stausee Kuigaliai (0,045 km² groß). Im Dorf ist eine Gemeinde als Gemeindezentrum von Barupė aktiv (2003 wurde die Organisation Visuomeninė Organizacija "Barupės Bendruomenės Centras" offiziell eingetragen).

## Geschichte
1902 gab es 128 Einwohner.
Bis 1919 gehörte Kuigaliai der Wolost Kėdainiai, Bezirk Wilkomir. 1923  lebten 49 Menschen im Dorf Kuigaliai, 55 im Gutshof, 14 im Einsiedeldorf und 18 im Einsiedeldorf Kuigaliai-Pusčė.
1940 wurde eine Grundschule in Kuigaliai untergebracht.   Von 1919 bis 1950 gehörte das Dorf der Wolost Žeimiai im Bezirk Kėdainiai. Von 1950 bis 1992 war der Ort die Zentralsiedlung des Barupė-Gartenbau-Sowchoses im damaligen Sowjetlitauen der UdSSR. Seit 1961 gibt es eine Bibliothek, ein Kulturhaus, ein Postamt, eine Ambulanz. 1989 wohnten 497 Einwohner.
Hier haben den Sitz einige NGO-Organisationen: Club von Afghanistan-Kriegsveteranen (Jonavos Rajono Afganistano Karo Veteranų Klubas), eine öffentliche  Anstalt (VšĮ Vieni kitiems).

## Wirtschaft
Hier gab es früher einen Gutshof. In der Sowjetzeit arbeiteten die Einwohner des Dorfs auf den Feldern und in den Gärten von Barupė-Sowchos. Stattdessen wurde das Gartenbau-Individualunternehmen A. G. Vaičiuškos firma "Barupės sodai" im Jahr 2003 gegründet.
Seit 1997 gibt es den Möbelhersteller UAB Admodė mit 20 Mitarbeitern (Stand 2019), diese Unternehmen ist der größte Arbeitgeber im Dorf. Es produziert Küchen-, Zimmer-, Vorzimmer-, Schlafzimmer-, Jugend-, Büro- und andere Möbel sowie Schiebesysteme. Andere in Kuigaliai eingetragene Unternehmen sind die Landwirtschaftsgenossenschaften (wie Jonavos Rajono Barsukynės ŽŪB, Jonavos rajono ŽŪB Kaimynai, Jonavos rajono ŽŪB "Kuigaliai" u. a.), einige Individualunternehmen (Janinos Morkūnienės įmonė), andere Firmen wie UAB Taktukas (seit 2010), von 2005 bis 2014 gab es auch UAB Metstata und bis 2013 UAB Barupė.
In Kuigaliai befindet sich auch ein Forsthaus und das Zentrum der Girelės-Revierförsterei der Abteilung Dubrava von valstybinių miškų urėdija, eines zentralen staatlichen Unternehmens der Landesforstverwaltung in Litauen.

## Schule
1923 wurde eine Grundschule  im Dorf Bogumilava bei Žeimiai  errichtet. Der erste Lehrer Povilas Makarskis lehrte etwa 10 Schüler. Um 1933 wurde die Schule ins Dorf Paduobiai (jetzt Amtsbezirk Žeimiai) verlegt und lehrte man von 30 bis 40 Kinder. Ab 1940 befand sich die Schule im Dorf Kuigaliai. Im Schuljahr 1948/1949 gab es 89 Schüler. 1980 wurde die Schule in die zentrale Kollektivsiedlung Kuigaliai von Barupė-Sowchos  verlegt.
Von 1989 bis 1994 gab es die neunjährige Schule Barupė, ab 1994  die Hauptschule. Am 1. September 2015 wurde die Hauptschule Barupė umstrukturiert,  mit der Kinderkrippe und dem Kindergarten "Drugelis" von Kuigaliai verbunden. Ab dem 18. August 2015 hieß die Schule als Schule Barupė des Rajons Jonava (lit. Jonavos rajono Barupės mokykla).  Ab dem 1. September 2018 gab es tatsächlich die Grundschule und ein Gemeindehaus als Multifunktionszentrum Barupė (Jonavos r. Barupės mokykla-daugiafunkcis centras). Zum 1. September 2019 wurde sie erneut reorganisiert und ist als die Abteilung Barupė von Schule-Multifunktionszentrum Žeimiai weiter im Betrieb.